# Борис Харизанов
Борис Митев Харизанов е български офицер (генерал-майор), военен деец от Втората световна война (1941 – 1945), през която служи като военен аташе в Берлин, началник на отдели в Щаба на войската, командващ 10-а пехотна родопска дивизия и 8-а пехотна тунджанска дивизия.

## Биография
Борис Харизанов е роден на 18 януари 1896 г. в Трекляно. На 1 август 1917 г. завършва Военно на Негово Величество училище в 38-и „Нишки боен“ випуск и е произведен в чин подпоручик. На 30 юни 1919 е произведен в чин поручик, а през 1926 г. в чин капитан. На 19 януари 1935 е произведен в чин майор, а в периода 1935 – 1936 е слушател в Софийската Военна академия. През 1935 година с царска заповед №335 е назначен за началник на секция при Щаба на армията и на 6 май 1937 г. е произведен в чин подполковник. През 1938 г. съгласно царска заповед №16 е назначен за началник на Учебния отдел към Щаба на войската.
В навечерието на Втората световна война (1941 – 1945) подполковник Харизанов е изпратен като временен военен аташе в Берлин (с царска заповед №84) (заменяйки подполковник Асен Сираков), на която служба е от 1938 до 1941 г., като от 1940 г. е титулярен военен аташе (царска заповед №85), а на 6 май 1941 г. е произведен в чин полковник.
След завръщането си от Берлин, служи като началник на учебно-строево отделение на Пехотната инспекция (ЦЗ №78 от 1941 г.) началник на снабдителния отдел в Щаба на войската (ЦЗ №46 от 1942 г.), отново е началник на отдел в Щаба на войската през 1944 (ЦЗ №55 от 1944 г.), след което същата година съгласно Царска Заповед №70 поема командването на 10-а пехотна родопска дивизия. Със заповед от Министерството на войната №176 от 28 ноември 1944 г. е назначен за командир на 8-а пехотна тунджанска дивизия.
Заедно с дивизията си участва във втората фаза на заключителния етап на войната, като 5 април 1945 „за успешно командуване на бойните действия на дивизията“ е произведен в чин генерал-майор и награден с военния орден „За храброст“ III степен 2 клас и съветския орден „Александър Невски“. Уволнен е от служба със заповед №3 от 17 януари 1946 г. След това работи като технически ръководител на КООП „Грамада“, железарски работник и други. Разработван е от Държавна сигурност като бивш царски офицер през 1957 г. с оперативно-наблюдателно дело (ОНД) „Турук“. Снет е от отчет през 1960 г.

## Военни звания
- Подпоручик (1 август 1917)
- Поручик (30 юни 1919)
- Капитан (1926)
- Майор (19 януари 1935)
- Подполковник (6 май 1937)
- Полковник (6 май 1941)
- Генерал-майор (5 април 1945)

## Образование
- Военно на Негово Величество училище (до 1 август 1917)
- Военна академия (1935 – 1936)

## Награди
- Военен орден „За храброст“ III степен 2 клас
- Царски орден „Св. Александър“ III степен с мечове по средата
- Орден „Александър Невски“, СССР